# System76

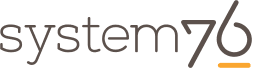
Logo System76

System76 – amerykański producent komputerów z siedzibą w Denver w stanie Kolorado, specjalizujący się w sprzedaży notebooków, komputerów stacjonarnych i serwerów. Firma wspiera wolne oprogramowanie i otwarte oprogramowanie, oferując jako preinstalowany system operacyjny Ubuntu lub Pop!  OS – autorską dystrybucję Linuksa opartą na Ubuntu.